# Onthophagus felix
Onthophagus felix là một loài bọ cánh cứng trong họ Bọ hung (Scarabaeidae).